# Энгельс, Адриан
Адриан Энгельс (нидерл. Adriaan Engels; 1906—2003) — нидерландский органист.
Вырос в Хаарлеме, начал учиться музыке у органиста городского Собора Синт-Баво. Затем окончил Амстердамскую консерваторию под руководством Корнелиса де Вольфа и Сема Дресдена. В 1932—1972 гг. титулярный органист Собора Святого Иакова в Гааге. Был известен как исполнитель музыки Иоганна Себастьяна Баха и Сезара Франка, первым из нидерландских органистов исполнил сочинения Пауля Хиндемита, Хуго Дистлера и Эрнста Пеппинга. Преподавал в Гаагской консерватории, среди его учеников, в частности, Лен де Брукерт.
Автор церковной музыки, хоровой и органной (преимущественно хоралов).